# Myriam Bédard
Myriam Bédard (n. 22 decembrie 1969, Loretteville⁠(d), provincia Québec, Canada) este o biatlonistă ce a reprezentat Canada, medaliată olimpică. A participat la 3 ediții ale Jocurilor Olimpice (1992, 1994, 1998) în care a câștigat două medalii de aur și o medalie de bronz.